# Luca Marini
Luca Marini (Urbino, 10 de agosto de 1997) é um motociclista italiano. Ele é meio-irmão materno do também motociclista, Valentino Rossi.

## Estatísticas
Marini estreou na Moto3 no Grande Prêmio de San Marino de 2013 como wildcard, mas não conseguiu terminar a corrida. Em 2015, ele conseguiu outra entrada como wildcard no mesmo grande prêmio, mas desta vez na Moto2 com a Pons Racing Junior Team, pilotando uma Kalex e terminando a corrida em 21º lugar. 
Para a temporada de 2016, Marini foi contratado pela Forward Racing Team para competir em período integral na Moto2. Ele conseguiu seus primeiros pontos no Grande Prêmio do Qatar, onde terminou em 10º lugar, e seu melhor resultado foi na Alemanha, onde ficou em 6º lugar. Marini permaneceu na mesma equipe em 2017 . Já em 2018, passou a correr pela Sky Racing Team VR46 e alcançou seu primeiro pódio na Alemanha e sua primeira vitória na Malásia. Em 2019, ele conquistou dois pódios em Mugello e Assen, levando a vitórias consecutivas na Tailândia e no Japão.  

### Corridas de Moto

#### Por temporada
| Temporada | Categoria | Moto      | Equipe                  | Corridas | Vitórias | Pódios | Poles | Voltas Rápidas | Pontos | Posição |
| --------- | --------- | --------- | ----------------------- | -------- | -------- | ------ | ----- | -------------- | ------ | ------- |
| 2013      | Moto3     | FTR Honda | Twelve Racing           | 1        | 0        | 0      | 0     | 0              | 0      | NC      |
| 2015      | Moto2     | Kalex     | Pons Racing Junior Team | 1        | 0        | 0      | 0     | 0              | 0      | NC      |
| 2016      | Moto2     | Kalex     | Forward Team            | 18       | 0        | 0      | 0     | 1              | 34     | 23º     |
| 2017      | Moto2     | Kalex     | Forward Racing Team     | 16       | 0        | 0      | 0     | 0              | 59     | 15º     |
| 2018      | Moto2     | Kalex     | SKY Racing Team VR46    | 18       | 1        | 5      | 2     | 1              | 147    | 7º      |
| 2019      | Moto2     | Kalex     | SKY Racing Team VR46    | 19       | 2        | 4      | 1     | 2              | 190    | 6º      |
| 2020      | Moto2     | Kalex     | SKY Racing Team VR46    | 15       | 3        | 6      | 2     | 1              | 196    | 2º      |
| Total     |           |           |                         | 88       | 6        | 15     | 5     | 5              | 626    |         |

  * Temporada em andamento. 

#### Por categoria
| Categoria | Temporadas            | 1º GP           | 1º Pódio      | 1ª Vitória   | Corridas | Vitórias | Pódios | Pole | Voltas Rápidas | Pontos | Títulos |
| --------- | --------------------- | --------------- | ------------- | ------------ | -------- | -------- | ------ | ---- | -------------- | ------ | ------- |
| Moto3     | 2013                  | 2013 San Marino |               |              | 1        | 0        | 0      | 0    | 0              | 0      | 0       |
| Moto2     | 2015-presente         | 2015 San Marino | 2018 Alemanha | 2018 Malásia | 87       | 6        | 15     | 5    | 5              | 626    | 0       |
| Total     | 2013, 2015 - Presente |                 |               |              | 88       | 6        | 15     | 5    | 5              | 626    | 0       |

#### Corridas
( tecla ) (Corridas em negrito indicam a pole position; corridas em itálico indicam a volta mais rápida) 
| Year  | Class  | Bike      | 1       | 2      | 3       | 4       | 5       | 6       | 7       | 8       | 9       | 10     | 11      | 12      | 13      | 14      | 15      | 16     | 17      | 18     | 19      | Pos | Pts |
| ----- | ------ | --------- | ------- | ------ | ------- | ------- | ------- | ------- | ------- | ------- | ------- | ------ | ------- | ------- | ------- | ------- | ------- | ------ | ------- | ------ | ------- | --- | --- |
| 2013  | Moto3  | FTR Honda | QAT     | AME    | SPA     | FRA     | ITA     | CAT     | NED     | GER     | IND     | CZE    | GBR     | RSM Ret | ARA     | MAL     | AUS     | JPN    | VAL     |        |         | NC  | 0   |
| 2015  | Moto2  | Kalex     | QAT     | AME    | ARG     | SPA     | FRA     | ITA     | CAT     | NED     | GER     | IND    | CZE     | GBR     | RSM 21  | ARA     | JPN     | AUS    | MAL     | VAL    |         | NC  | 0   |
| 2016  | Moto2  | Kalex     | QAT 10  | ARG 18 | AME Ret | SPA 16  | FRA 12  | ITA Ret | CAT Ret | NED Ret | GER 6   | AUT 17 | CZE Ret | GBR Ret | RSM 13  | ARA 25  | JPN 12  | AUS 16 | MAL 9   | VAL 22 |         | 23º | 34  |
| 2017  | Moto2  | Kalex     | QAT 6   | ARG 12 | AME 10  | SPA 5   | FRA Ret | ITA 6   | CAT DNS | NED Ret | GER DNS | CZE 4  | AUT Ret | GBR 11  | RSM Ret | ARA Ret | JPN Ret | AUS 23 | MAL Ret | VAL 23 |         | 15º | 59  |
| 2018  | Moto2  | Kalex     | QAT 9   | ARG 16 | AME 13  | SPA Ret | FRA Ret | ITA 7   | CAT 17  | NED 8   | GER 3   | CZE 2  | AUT 3   | GBR C   | RSM Ret | ARA 11  | THA 2   | JPN 9  | AUS 5   | MAL 1  | VAL Ret | 7º  | 147 |
| 2019  | Moto2  | Kalex     | QAT 8   | ARG 7  | AME 6   | SPA 8   | FRA 13  | ITA 2   | CAT 6   | NED 3   | GER 10  | CZE 5  | AUT Ret | GBR 9   | RSM 11  | ARA 4   | THA 1   | JPN 1  | AUS Ret | MAL 10 | VAL 8   | 6º  | 190 |
| 2020  | Moto2  | Kalex     | QAT Ret | SPA 1  | ANC 2   | CZE 4   | AUT 2   | STY 7   | RSM 1   | EMI 4   | CAT 1   | FRA 17 | ARA Ret | TER 11  | EUR 6   | VAL 5   | POR 2   |        |         |        |         | 2º  | 196 |
| 2021* | MotoGP | Ducati    | QAT     | DOH    | POR     | SPA     | FRA     | ITA     | CAT     | GER     | NED     | FIN    | AUT     | GBR     | ARA     | RSM     | JPN     | THA    | AUS     | MAL    | VAL     | º*  | *   |

  * Temporada em andamento. 